# Список астероїдів (7001—7100)
| Назва                                | Тимчасове позначення | Дата відкриття    | Місце відкриття                      | Відкривач                                              |
| ------------------------------------ | -------------------- | ----------------- | ------------------------------------ | ------------------------------------------------------ |
| 7001 Нетер (Noether)                 | 1955 EH              | 14 березня 1955   | Обсерваторія Ґете Лінка              | Університет Індіани                                    |
| 7002 Bronshten                       | 1971 OV              | 26 липня 1971     | КрАО                                 | Черних Микола Степанович                               |
| 7003 Зоямиронова (Zoyamironova)      | 1976 SZ9             | 25 вересня 1976   | КрАО                                 | Черних Микола Степанович                               |
| 7004 Маркгіменс (Markthiemens)       | 1979 OB9             | 24 липня 1979     | Обсерваторія Сайдинг-Спрінг          | Ш. Дж. Бас                                             |
| 7005 Хеннінґхаак (Henninghaack)      | 1981 ET25            | 2 березня 1981    | Обсерваторія Сайдинг-Спрінг          | Ш. Дж. Бас                                             |
| 7006 Фолко (Folco)                   | 1981 ER31            | 2 березня 1981    | Обсерваторія Сайдинг-Спрінг          | Ш. Дж. Бас                                             |
| 7007 Тім'юлл (Timjull)               | 1981 EK34            | 2 березня 1981    | Обсерваторія Сайдинг-Спрінг          | Ш. Дж. Бас                                             |
| 7008 Павлов (Pavlov)                 | 1985 QH5             | 23 серпня 1985    | КрАО                                 | Черних Микола Степанович                               |
| 7009 Юм (Hume)                       | 1987 QU1             | 21 серпня 1987    | Обсерваторія Ла-Сілья                | Ерік Вальтер Ельст                                     |
| 7010 Локк (Locke)                    | 1987 QH3             | 28 серпня 1987    | Обсерваторія Ла-Сілья                | Ерік Вальтер Ельст                                     |
| 7011 Уорлі (Worley)                  | 1987 SK1             | 21 вересня 1987   | Станція Андерсон-Меса                | Едвард Бовелл                                          |
| 7012 Гоббс (Hobbes)                  | 1988 CH2             | 11 лютого 1988    | Обсерваторія Ла-Сілья                | Ерік Вальтер Ельст                                     |
| (7013) 1988 RS4                      | 1988 RS4             | 1 вересня 1988    | Обсерваторія Ла-Сілья                | Анрі Дебеонь                                           |
| 7014 Nietzsche                       | 1989 GT4             | 3 квітня 1989     | Обсерваторія Ла-Сілья                | Ерік Вальтер Ельст                                     |
| 7015 Шопенгауер (Schopenhauer)       | 1990 QC8             | 16 серпня 1990    | Обсерваторія Ла-Сілья                | Ерік Вальтер Ельст                                     |
| 7016 Конандойл (Conandoyle)          | 1991 YG              | 30 грудня 1991    | Обсерваторія Ніхондайра              | Такеші Урата                                           |
| 7017 Урадован (Uradowan)             | 1992 CE2             | 1 лютого 1992     | Обсерваторія Ґейсей                  | Тсутому Секі                                           |
| (7018) 1992 DF                       | 1992 DF              | 25 лютого 1992    | Обсерваторія Кушіро                  | Сейджі Уеда, Хіроші Канеда                             |
| 7019 Таґаюйтян (Tagayuichan)         | 1992 EM1             | 8 березня 1992    | Обсерваторія Дінік                   | Ацуші Суґіе                                            |
| 7020 Юрсенар (Yourcenar)             | 1992 GR2             | 4 квітня 1992     | Обсерваторія Ла-Сілья                | Ерік Вальтер Ельст                                     |
| (7021) 1992 JN1                      | 1992 JN1             | 6 травня 1992     | Обсерваторія Дінік                   | Ацуші Суґіе                                            |
| (7022) 1992 JN4                      | 1992 JN4             | 2 травня 1992     | Обсерваторія Кушіро                  | Сейджі Уеда, Хіроші Канеда                             |
| (7023) 1992 KE                       | 1992 KE              | 25 травня 1992    | Обсерваторія Дінік                   | Ацуші Суґіе                                            |
| (7024) 1992 PA4                      | 1992 PA4             | 2 серпня 1992     | Паломарська обсерваторія             | Генрі Гольт                                            |
| (7025) 1993 QA                       | 1993 QA              | 16 серпня 1993    | Обсерваторія Кітт-Пік                | Spacewatch                                             |
| (7026) 1993 QB1                      | 1993 QB1             | 19 серпня 1993    | Паломарська обсерваторія             | Е. Гелін                                               |
| 7027 Тосіханда (Toshihanda)          | 1993 XT              | 11 грудня 1993    | Обсерваторія Оїдзумі                 | Такао Кобаяші                                          |
| 7028 Татікава (Tachikawa)            | 1993 XC1             | 5 грудня 1993     | Нюкаса                               | Масанорі Хірасава, Шохеї Судзукі                       |
| (7029) 1993 XT2                      | 1993 XT2             | 14 грудня 1993    | Паломарська обсерваторія             | PCAS                                                   |
| 7030 Коломбіні (Colombini)           | 1993 YU              | 18 грудня 1993    | Обсерваторія Санта-Лючія Стронконе   | Обсерваторія Санта-Лючія Стронконе                     |
| 7031 Кадзумійосіока (Kazumiyoshioka) | 1994 UU              | 31 жовтня 1994    | Обсерваторія Наті-Кацуура            | Йошісада Шімідзу, Такеші Урата                         |
| 7032 Хічкок (Hitchcock)              | 1994 VC2             | 3 листопада 1994  | Обсерваторія Наті-Кацуура            | Йошісада Шімідзу, Такеші Урата                         |
| (7033) 1994 WN2                      | 1994 WN2             | 28 листопада 1994 | Обсерваторія Кушіро                  | Сейджі Уеда, Хіроші Канеда                             |
| (7034) 1994 YT2                      | 1994 YT2             | 25 грудня 1994    | Обсерваторія Кушіро                  | Сейджі Уеда, Хіроші Канеда                             |
| 7035 Ґомі (Gomi)                     | 1995 BD3             | 28 січня 1995     | Обсерваторія Кітамі                  | Кін Ендате, Кадзуро Ватанабе                           |
| 7036 Кентарохірата (Kentarohirata)   | 1995 BH3             | 29 січня 1995     | Обсерваторія Наті-Кацуура            | Йошісада Шімідзу, Такеші Урата                         |
| 7037 Девідлін (Davidlean)            | 1995 BK3             | 29 січня 1995     | Обсерваторія Наті-Кацуура            | Йошісада Шімідзу, Такеші Урата                         |
| 7038 Токородзава (Tokorozawa)        | 1995 DJ2             | 22 лютого 1995    | Обсерваторія Тітібу                  | Наото Сато, Такеші Урата                               |
| 7039 Ямаґата (Yamagata)              | 1996 GO2             | 14 квітня 1996    | Обсерваторія Наніо                   | Томімару Окуні                                         |
| 7040 Гарвуд (Harwood)                | 2642 P-L             | 24 вересня 1960   | Паломарська обсерваторія             | К. Й. ван Гаутен, І. ван Гаутен-Ґроневельд, Т. Герельс |
| 7041 Нантакет (Nantucket)            | 4081 P-L             | 24 вересня 1960   | Паломарська обсерваторія             | К. Й. ван Гаутен, І. ван Гаутен-Ґроневельд, Т. Герельс |
| 7042 Карвер (Carver)                 | 1933 FE1             | 24 березня 1933   | Обсерваторія Гейдельберг-Кеніґштуль  | К. В. Райнмут                                          |
| 7043 Ґодарт (Godart)                 | 1934 RB              | 2 вересня 1934    | Королівська обсерваторія Бельгії     | Ежен Жозеф Дельпорт                                    |
| (7044) 1971 UK                       | 1971 UK              | 26 жовтня 1971    | Гамбурзька обсерваторія              | Любош Когоутек                                         |
| (7045) 1974 FJ                       | 1974 FJ              | 22 березня 1974   | Астрономічна станція Серро Ель Робле | Карлос Торрес                                          |
| 7046 Решетнєв (Reshetnev)            | 1977 QG2             | 20 серпня 1977    | КрАО                                 | Черних Микола Степанович                               |
| 7047 Лундстрем (Lundstrom)           | 1978 RZ9             | 2 вересня 1978    | Обсерваторія Ла-Сілья                | Клаес-Інґвар Лаґерквіст                                |
| 7048 Шоссідон (Chaussidon)           | 1981 EH34            | 2 березня 1981    | Обсерваторія Сайдинг-Спрінг          | Ш. Дж. Бас                                             |
| 7049 Мейбом (Meibom)                 | 1981 UV21            | 24 жовтня 1981    | Паломарська обсерваторія             | Ш. Дж. Бас                                             |
| (7050) 1982 FE3                      | 1982 FE3             | 20 березня 1982   | Обсерваторія Ла-Сілья                | Анрі Дебеонь                                           |
| 7051 Шон (Sean)                      | 1985 JY              | 13 травня 1985    | Паломарська обсерваторія             | Керолін Шумейкер, Юджин Шумейкер                       |
| (7052) 1988 VQ2                      | 1988 VQ2             | 12 листопада 1988 | Паломарська обсерваторія             | Е. Гелін                                               |
| (7053) 1989 FA                       | 1989 FA              | 28 березня 1989   | Обсерваторія Дінік                   | Ацуші Суґіе                                            |
| 7054 Брем (Brehm)                    | 1989 GL8             | 6 квітня 1989     | Обсерваторія Карла Шварцшильда       | Ф. Бернґен                                             |
| (7055) 1989 KB                       | 1989 KB              | 31 травня 1989    | Паломарська обсерваторія             | Генрі Гольт                                            |
| 7056 К'єркегор (Kierkegaard)         | 1989 SE2             | 26 вересня 1989   | Обсерваторія Ла-Сілья                | Ерік Вальтер Ельст                                     |
| (7057) 1990 QL2                      | 1990 QL2             | 22 серпня 1990    | Паломарська обсерваторія             | Генрі Гольт                                            |
| (7058) 1990 SN1                      | 1990 SN1             | 16 вересня 1990   | Паломарська обсерваторія             | Генрі Гольт                                            |
| (7059) 1990 SK3                      | 1990 SK3             | 18 вересня 1990   | Паломарська обсерваторія             | Генрі Гольт                                            |
| 7060 Al-ʻIjliya                      | 1990 SF11            | 16 вересня 1990   | Паломарська обсерваторія             | Генрі Гольт                                            |
| 7061 П'єрі (Pieri)                   | 1991 PE1             | 15 серпня 1991    | Паломарська обсерваторія             | Е. Гелін                                               |
| 7062 Мельє (Meslier)                 | 1991 PY5             | 6 серпня 1991     | Обсерваторія Ла-Сілья                | Ерік Вальтер Ельст                                     |
| (7063) 1991 UK                       | 1991 UK              | 18 жовтня 1991    | Обсерваторія Кушіро                  | Сейджі Уеда, Хіроші Канеда                             |
| 7064 Монтеск'є (Montesquieu)         | 1992 OC5             | 26 липня 1992     | Обсерваторія Ла-Сілья                | Ерік Вальтер Ельст                                     |
| (7065) 1992 PU2                      | 1992 PU2             | 2 серпня 1992     | Паломарська обсерваторія             | Генрі Гольт                                            |
| 7066 Нессас (Nessus)                 | 1993 HA2             | 26 квітня 1993    |                                      |                                                        |
| 7067 Кійосе (Kiyose)                 | 1993 XE              | 4 грудня 1993     | Нюкаса                               | Масанорі Хірасава, Шохеї Судзукі                       |
| 7068 Мінова (Minowa)                 | 1994 WD1             | 26 листопада 1994 | Обсерваторія Яцуґатаке-Кобутізава    | Йошіо Кушіда, Осаму Мурамацу                           |
| (7069) 1994 YG2                      | 1994 YG2             | 30 грудня 1994    | Обсерваторія Кушіро                  | Сейджі Уеда, Хіроші Канеда                             |
| (7070) 1994 YO2                      | 1994 YO2             | 25 грудня 1994    | Обсерваторія Кушіро                  | Сейджі Уеда, Хіроші Канеда                             |
| (7071) 1995 BH4                      | 1995 BH4             | 28 січня 1995     | Обсерваторія Кушіро                  | Сейджі Уеда, Хіроші Канеда                             |
| 7072 Бейцзіндасюе (Beijingdaxue)     | 1996 CB8             | 3 лютого 1996     | Станція Сінлун                       | SCAP                                                   |
| 7073 Рудбелія (Rudbelia)             | 1972 RU1             | 11 вересня 1972   | КрАО                                 | Черних Микола Степанович                               |
| 7074 Мюкке (Muckea)                  | 1977 RD3             | 10 вересня 1977   | КрАО                                 | Черних Микола Степанович                               |
| 7075 Садовничий (Sadovnichij)        | 1979 SN4             | 24 вересня 1979   | КрАО                                 | Черних Микола Степанович                               |
| (7076) 1980 UC                       | 1980 UC              | 30 жовтня 1980    | Обсерваторія Клеть                   | Зденька Ваврова                                        |
| 7077 Шерманшульц (Shermanschultz)    | 1982 VZ              | 15 листопада 1982 | Станція Андерсон-Меса                | Едвард Бовелл                                          |
| 7078 Уноєнссон (Unojonsson)          | 1985 UH3             | 17 жовтня 1985    | Обсерваторія Квістаберг              | Клаес-Інґвар Лаґерквіст                                |
| 7079 Baghdad                         | 1986 RR              | 5 вересня 1986    | Смолян                               | Ерік Вальтер Ельст, Віолета Іванова                    |
| (7080) 1986 RS1                      | 1986 RS1             | 5 вересня 1986    | Обсерваторія Клеть                   | Антонін Мркос                                          |
| 7081 Лудібунда (Ludibunda)           | 1987 QF7             | 30 серпня 1987    | Ціммервальдська обсерваторія         | Пауль Вільд                                            |
| 7082 Ла Серена (La Serena)           | 1987 YL1             | 17 грудня 1987    | Обсерваторія Ла-Сілья                | Ерік Вальтер Ельст, Ґвідо Пізарро                      |
| 7083 Кант (Kant)                     | 1989 CL3             | 4 лютого 1989     | Обсерваторія Ла-Сілья                | Ерік Вальтер Ельст                                     |
| (7084) 1991 BR                       | 1991 BR              | 19 січня 1991     | Обсерваторія Дінік                   | Ацуші Суґіе                                            |
| (7085) 1991 PE                       | 1991 PE              | 5 серпня 1991     | Паломарська обсерваторія             | Генрі Гольт                                            |
| 7086 Бопп (Bopp)                     | 1991 TA1             | 5 жовтня 1991     | Паломарська обсерваторія             | Керолін Шумейкер, Юджин Шумейкер                       |
| 7087 Левотський (Lewotsky)           | 1991 TG4             | 13 жовтня 1991    | Паломарська обсерваторія             | Е. Гелін                                               |
| 7088 Ishtar                          | 1992 AA              | 1 січня 1992      | Паломарська обсерваторія             | Керолін Шумейкер, Юджин Шумейкер                       |
| (7089) 1992 FX1                      | 1992 FX1             | 23 березня 1992   | Обсерваторія Кушіро                  | Сейджі Уеда, Хіроші Канеда                             |
| (7090) 1992 HY4                      | 1992 HY4             | 23 квітня 1992    | Обсерваторія Ла-Сілья                | Анрі Дебеонь                                           |
| (7091) 1992 JA                       | 1992 JA              | 1 травня 1992     | Паломарська обсерваторія             | Кеннет Лоренс, Е. Гелін                                |
| 7092 Кадмус (Cadmus)                 | 1992 LC              | 4 червня 1992     | Паломарська обсерваторія             | Керолін Шумейкер, Юджин Шумейкер                       |
| 7093 Джонлік (Jonleake)              | 1992 OT              | 26 липня 1992     | Паломарська обсерваторія             | Е. Гелін                                               |
| 7094 Ґодезан (Godaisan)              | 1992 RJ              | 4 вересня 1992    | Обсерваторія Ґейсей                  | Тсутому Секі                                           |
| 7095 Ламетрі (Lamettrie)             | 1992 SB22            | 22 вересня 1992   | Обсерваторія Ла-Сілья                | Ерік Вальтер Ельст                                     |
| 7096 Napier                          | 1992 VM              | 3 листопада 1992  | Обсерваторія Сайдинг-Спрінг          | Роберт МакНот                                          |
| 7097 Яцука (Yatsuka)                 | 1993 TF              | 8 жовтня 1993     | Яцука                                | Хіросі Абе, Сейдай Міясака                             |
| 7098 Реомюр (Reaumur)                | 1993 TK39            | 9 жовтня 1993     | Обсерваторія Ла-Сілья                | Ерік Вальтер Ельст                                     |
| 7099 Фейєрбах (Feuerbach)            | 1996 HX25            | 20 квітня 1996    | Обсерваторія Ла-Сілья                | Ерік Вальтер Ельст                                     |
| 7100 Мартін Лютер (Martin Luther)    | 1360 T-2             | 29 вересня 1973   | Паломарська обсерваторія             | К. Й. ван Гаутен, І. ван Гаутен-Ґроневельд, Т. Герельс |

| Астероїди 1—10000 → |           |           |           |           |           |           |           |           |            |
| 1—100               | 1001—1100 | 2001—2100 | 3001—3100 | 4001—4100 | 5001—5100 | 6001—6100 | 7001—7100 | 8001—8100 | 9001—9100  |
| 101—200             | 1101—1200 | 2101—2200 | 3101—3200 | 4101—4200 | 5101—5200 | 6101—6200 | 7101—7200 | 8101—8200 | 9101—9200  |
| 201—300             | 1201—1300 | 2201—2300 | 3201—3300 | 4201—4300 | 5201—5300 | 6201—6300 | 7201—7300 | 8201—8300 | 9201—9300  |
| 301—400             | 1301—1400 | 2301—2400 | 3301—3400 | 4301—4400 | 5301—5400 | 6301—6400 | 7301—7400 | 8301—8400 | 9301—9400  |
| 401—500             | 1401—1500 | 2401—2500 | 3401—3500 | 4401—4500 | 5401—5500 | 6401—6500 | 7401—7500 | 8401—8500 | 9401—9500  |
| 501—600             | 1501—1600 | 2501—2600 | 3501—3600 | 4501—4600 | 5501—5600 | 6501—6600 | 7501—7600 | 8501—8600 | 9501—9600  |
| 601—700             | 1601—1700 | 2601—2700 | 3601—3700 | 4601—4700 | 5601—5700 | 6601—6700 | 7601—7700 | 8601—8700 | 9601—9700  |
| 701—800             | 1701—1800 | 2701—2800 | 3701—3800 | 4701—4800 | 5701—5800 | 6701—6800 | 7701—7800 | 8701—8800 | 9701—9800  |
| 801—900             | 1801—1900 | 2801—2900 | 3801—3900 | 4801—4900 | 5801—5900 | 6801—6900 | 7801—7900 | 8801—8900 | 9801—9900  |
| 901—1000            | 1901—2000 | 2901—3000 | 3901—4000 | 4901—5000 | 5901—6000 | 6901—7000 | 7901—8000 | 8901—9000 | 9901—10000 |